# Tevfik Fikret
Tevfik Fikret (arabă: توفیق فکرت; n. 26 decembrie 1867, Constantinopol, Imperiul Otoman – d. 19 august 1915, Constantinopol, Imperiul Otoman), pe numele adevărat Mehmed Tevfik, a fost un poet turc.
A aparținut grupării literare din jurul revistei Servet-i fünun.
Lirica sa a deschis calea poeziei moderne turce.

## Werke
- "Sis" (Ceața, 1899)
- "Rubab-ı Șikeste" (1900)
- "Tarih-i Kadim" (1905)
- "Haluk'un Defteri" (Jurnalul din Hâluk, 1911)
- "Rubabın Cevabı" (1911)
- "Șermin" (1914)
- "Son Șiirler" (1952).